# 秦松齡

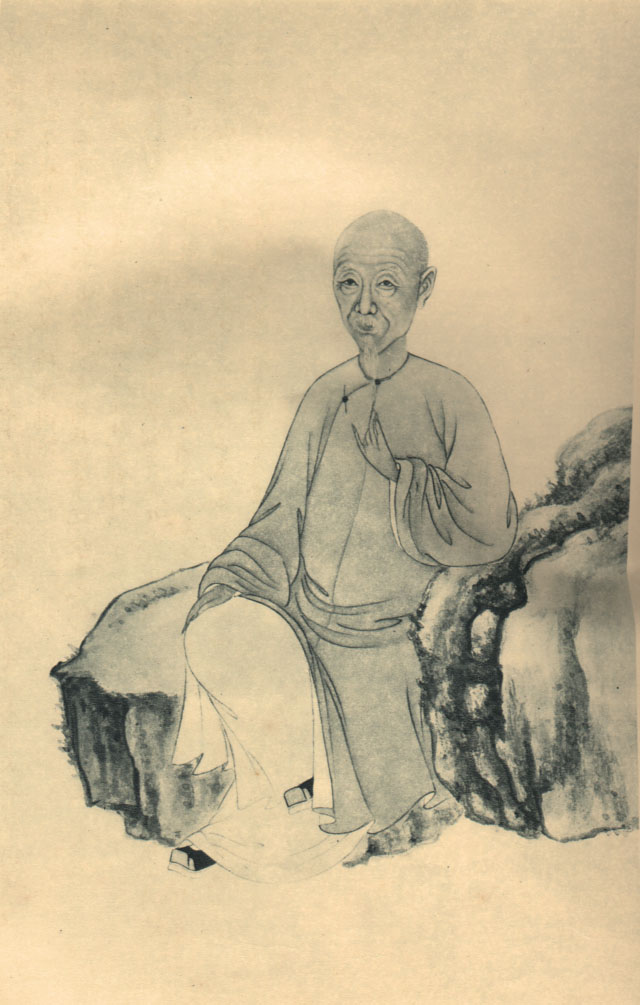
《清代學者像傳》第一集之秦松齡像

秦松齡（1637年—1714年），字留仙、漢石、次椒，號對巖，晚號蒼峴山人，室名微雲堂。江南省常州府無錫縣（今屬江蘇省無錫市）人，女詞人王朗之子，清朝政治人物、經學家、詩人、詞人。

## 生平
順治十二年（1655年）乙未科第三甲第一百二十三名同進士出身。選內翰林國史院庶吉士。在庶常館期間，順治帝召試詠鶴詩，秦松齡詠道：“高鳴常向月，善舞不迎人”，為順治帝所褒揚，拔置第一，出示內閣大臣說：「是人必有品！」。
十四年（1657年）散館，授內翰林國史院檢討。
康熙十八年（1679年），薦博學鴻詞科，列一等第八名，授翰林院檢討。參與編修《明史》。
二十年（1681年），以翰林院檢討充日講起居注官，充江西鄉試正考官。
二十二年（1683年），以翰林院檢討充《平定三逆方略》纂修官。擢左春坊左贊善，改左春坊左諭德。
二十三年（1684年）八月，以左諭德充順天鄉試正考官。九月十六日革職。 

## 著作
- 《過百齡傳》
- 《瀛台記》
- 《蒼峴山人文集》 六卷
- 《蒼峴山人詩集》 五卷
- 《蒼峴山人詩餘》 一卷
- 《毛詩日箋》六卷
- 《微雲詞》一卷
- 《真意堂文稾》一卷
- 《高子遺書》十二卷、附錄一卷
- 《寄阮集》
- 《書經日箋》
- 《春秋日箋》
- 《蒼峴山人文錄》一卷
- 〈無錫縣志序〉
- 〈和三唐人惠山詩〉;
- 〈秋水閣〉
- 〈支泉〉
- 〈專諸塔〉
- 〈重修龍光塔記〉

## 家族
祖父秦曜元。弟秦松岱，附監生。
子秦道然，康熙四十八年進士。
孙乾隆元年（1736年）丙辰科探花秦蕙田。